# Marian Hill
Marian Hill é um dúo de compositores estadounidenses de Filadelfia.
Lançaram seu primeiro EP, Play, no ano 2013, com a colaboração do músico de Steve Davit. Dois anos mais tarde, lançaram outro EP.